# RKO Pictures
RKO Pictures (conocida en su origen como RKO Radio Pictures, Inc.) fue una compañía cinematográfica estadounidense, considerada una de los cinco grandes estudios de la época dorada de Hollywood. Se fundó en octubre de 1928, producto de la fusión del circuito de teatros de Keith-Albee-Orpheum (KAO) (1882) y los estudios Film Booking Offices of America (FBO) de Joseph P. Kennedy (1917) bajo el control de Radio Corporation of America (RCA) (1909).
Inicialmente, la RKO destacó por producciones musicales, con las grandes estrellas del género del momento: Fred Astaire y Ginger Rogers. Posteriormente, los actores más destacados fueron Katharine Hepburn y, finalmente, Robert Mitchum; sin olvidar a Cary Grant, uno de los más veteranos «fichajes» de la compañía. Otras personalidades destacadas fueron: Val Lewton, director de películas de terror de bajo presupuesto, y Orson Welles, que lanzó algunos de sus grandes éxitos con estos estudios, como Ciudadano Kane. RKO también fue responsable de coproducciones como Qué bello es vivir (It's a Wonderful Life, 1946) y Encadenados / Tuyo es mi corazón (Notorious, 1946). Aparte, distribuyó muchas películas del productor de animación Walt Disney (desde 1937 hasta mediados de los 50) y del productor independiente Samuel Goldwyn.
Howard Hughes se hizo cargo de RKO en 1948. Después de años de desorden y caída bajo su gestión, en 1955, los estudios fueron adquiridos por la General Tire and Rubber Company. La RKO Pictures original dejó de producir películas en 1957 y se disolvió dos años más tarde. En 1981, la emisora RKO General, heredera corporativa, la reactivó como filial de producción bajo el nombre de RKO Pictures Inc. Actualmente, RKO Pictures LLC es una pequeña empresa independiente.
En 1986, Turner Broadcasting System (ahora conocido como Turner Entertainment) adquirió los derechos de RKO Radio Pictures, una antigua productora cinematográfica estadounidense, y, por lo tanto, las películas de RKO están bajo el control de Turner Entertainment. En 1989 se vendieron los derechos de las marcas registradas y de remake a Turner Broadcasting System.

## Origen de la empresa

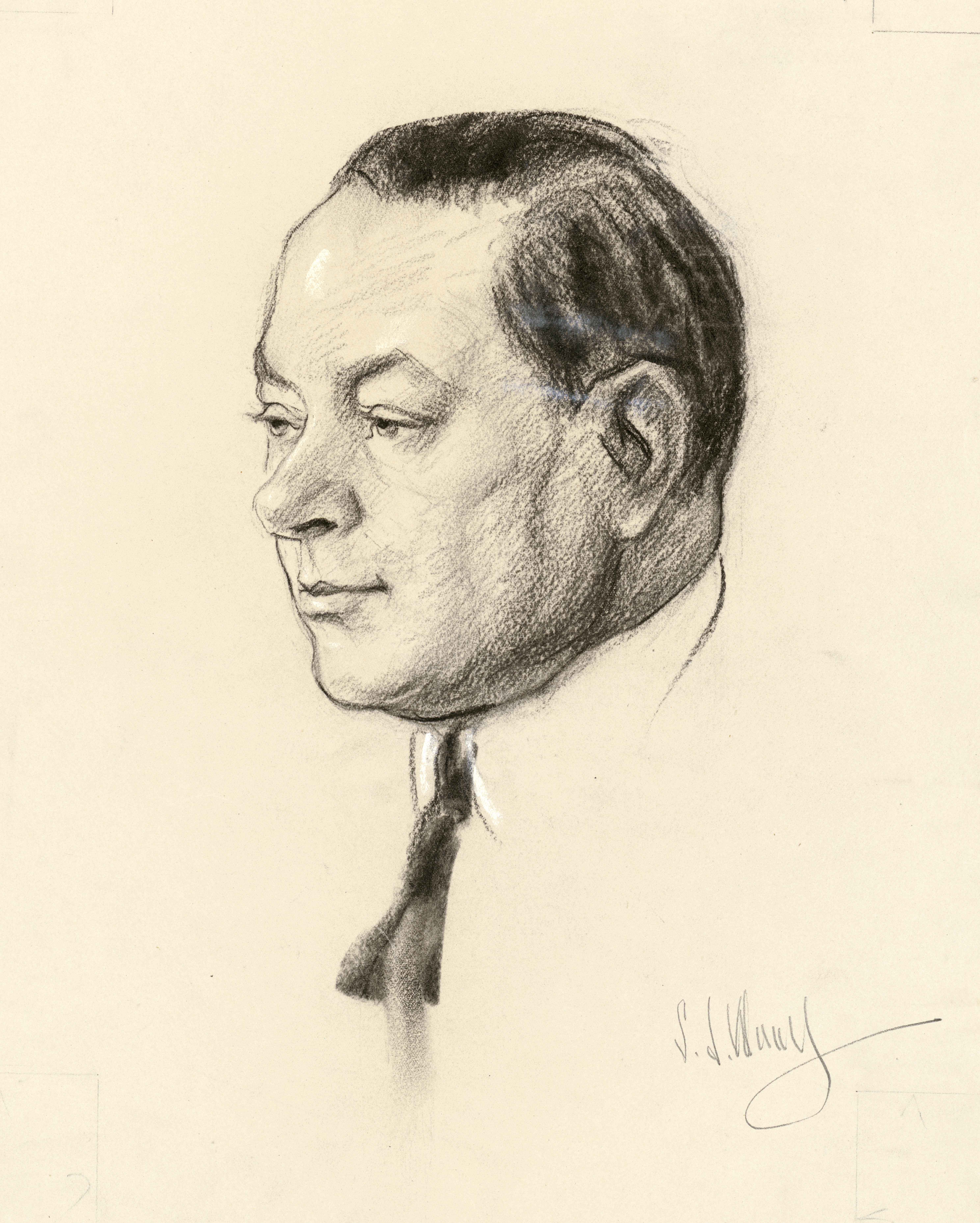
David Sarnoff por Samuel Johnson Woolf, 1929, carboncillo y tiza sobre papel, de la National Portrait Gallery como regalo de la revista Time. La Galería Nacional de Retratos ha publicado explícitamente esta imagen digital bajo la licencia CC0.

En octubre del 1927, Warner Bros. estrenó The Jazz Singer, la primera película sonora. Su éxito llevó a Hollywood la conversión del cine mudo a sonoro en masa. Radio Corporation of America (RCA) controlaba un sistema avanzado de registro óptico de sound-on-film, el Photophone. Un sistema que había sido desarrollado recientmente por General Electric, la empresa matriz de RCA. A pesar de eso, sus esperanzas de unirse al boom de las películas sonoras tuvo un obstáculo importante: Warner Bros. y Fox, el otro estudio de sonido de vanguardia de Hollywood ya estaban alineadas económicamente y tecnológicamente con ERPI, filial de la división AT&T's Western Electric. Las dos compañías más importantes del sector, Paramount y Loews/MGM, con otros dos grandes estudios, Universal y First National también estuvieron dispuestos a contratar ERPI para realizar la conversión al cine sonoro.
A la búsqueda de un cliente para Photophone, al final de 1927, David Sarnoff, el gerente general de RCA, acercó a Joseph P. Kennedy para utilizar su sistema con el pequeño estudio de Kennedy, Film Booking Offices of America (FBO). Las negociaciones tuvieron como resultado que la General Electric adquiriera un interés en FBO. Sarnoff ya había concebido un plan para que la compañía consiguiera una posición central en la industria cinematográfica que maximizó los ingresos del Photophone. Seguidamente, Kennedy quiso adquirir una serie de salas de exhibición (como aquellas que tenían las principales empresas de producción de Hollywood). Paralelamente, el gran grupo  de teatros de Keith-Albee-Orpheum (KAO) intentaba hacer una transición hacia el negocio del cine. A mediados de 1927, las operaciones cinematográficas de Pathé y Cecil B. De Mille se habían unido bajo la dirección de la KAO. A principios de 1928, el gerente general de la KAO, John J. Murdock (que había asumido la presidencia de Pathé), se dirigió a Kennedy como asesor con el objetivo de consolidar el estudio con la empresa de De Mille, Producers Distributing Corporation.
El 23 de octubre de 1928, RCA anunció la creación del holding Radio-Keith-Orpheum Corp., con Sarnoff como presidente del consejo. Kennedy se retiró de los cargos ejecutivos de las empresas fusionadas y mantuvo Pathé separada de RKO bajo su control personal. RCA poseía una parte de les acciones de RKO, un 22% (a principio de la década de 1930 aumentó hasta el 60%). El 25 de enero de 1929, el nuevo sector productivo de la empresa, presidida por el exvicepresidente de la FBO, Joseph I. Schnitzer, se presentó bajo el nombre de RKO Productions Inc. Una semana más tarde, presentó la marca registrada «Radio Pictures». Kennedy, buscando salir del negocio cinematográfico, consiguió a finales de 1930 que RKO comprase Pathé. El 29 de enero de 1931, Pathé se fusionó con RKO.

## Estudio en la edad de oro

### Primeros años

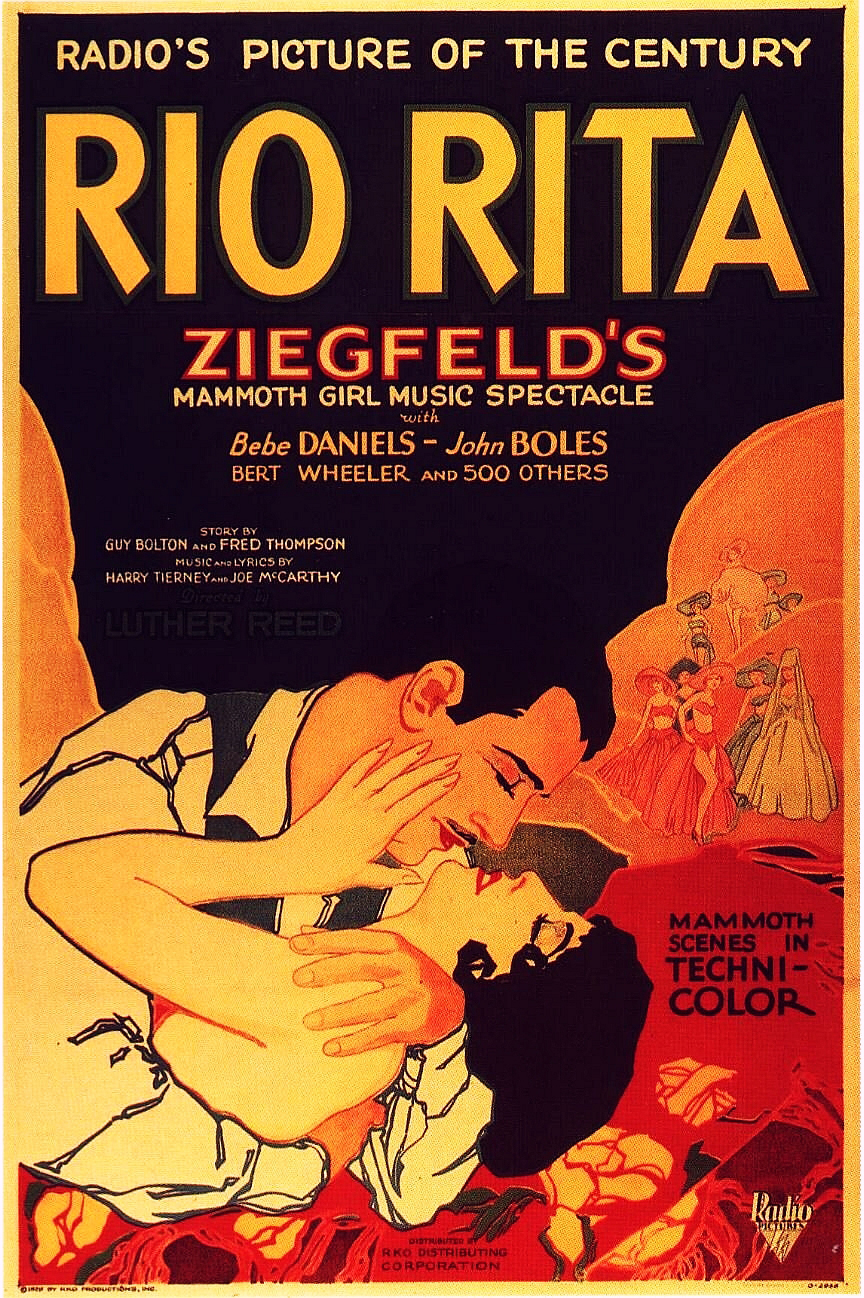
Rio Rita (1929), primer éxito de RKO

RKO comenzó su producción en una pequeña instalación de FBO compartida con Pathé en la ciudad de Nueva York, mientras que el principal estudio de FBO en Hollywood se actualizaba tecnológicamente. William LeBaron estaba a cargo de la producción, (ya había ocupado el mismo cargo en FBO). Los dos primeros lanzamientos de la nueva compañía fueron musicales: Syncopation, un melodrama que se acabó de rodar antes que FBO se reincoporarar a RKO. La película se estrenó el 29 de marzo de 1929. La comedia Street Girl se estrenó el 30 de julio. Esta es considerada como la primera producción oficial de RKO rodada en Hollywood. Hubo una serie de películas no musicals, pero el primer gran éxito de los estudios fue un musical. RKO gastó mucho dinero en Rio Rita, en la que incluía secuencias en Technicolor. Presentada a la crítica al septiembre, fue tildada como una de las diez mejores películes del año por parte del diario Film Daily. El historiador de cine, Richard Barrios lo acredita como «la primera edad de musicales de Broadway filmados». A final de año, RKO disponía de una instalación de producciób adicional: se habían adquirido aproximadamente dos millones de metros cuadrados cerca del Valle de San Fernando para poder filmar exteriores y conjuntos a gran escala.
RKO lanzó un catálogo de doce películas durante su primer año. En 1930, esta cifra se aumentó a 29 producciones. Inicialmente, RKO Productions y RKO Distributing estaban organizadas como diferentes entidades empresariales. En julio, el estudio inició el proceso de fusión hacia RKO Radio Pictures Inc. Animado por el éxito de Rio Rita, RKO produjo diversos musicales muy caros, los cuales incorporaban secuencias en Technicolor. Entre estos estaba Dixiana y Hit the Deck, ambas escritas y dirigidas por Luther Reed. Siguiendoel ejemplo de los otros grandes estudios, RKO planeó crear su propia revista musical, Radio Revels. Fue promocionada como la producción más extravagante del estudio que se había filmado totalmente en Technicolor. El proyecto fue abandonado porque el interés del público por los musicales disminuyó con el paso del tiempo. En 1929, Hollywood había producido más de sesenta musicales y ochenta el año siguiente. Este número, en 1931, se redujo a once. RKO todavía tenía un contrato con Technicolor para producir más películas con su sistema. El público había llegado a asociar el color con el género musical, lo que complicaba aún más la situación. Conforme al contrato, RKO produjo dos películas en Technicolor, The Runaround y Fanny Foley Herself (estrenadas ambas en 1931), sin números musicales. Ninguno de las dos triunfó.
A pesar de que la economía norteamericana cayó durante el crac del 29, RKO continuó comprando teatro tras teatro para que se incorporaran a su cadena de salas de proyección. En octubre de 1930, compró el 50% de los estudios de Van Beuren en Nueva York, especializados en dibujos animados y cortometrajes. Pronto, el calendario de producciones superaba les cuarenta películas al año, todas publicadas bajo el nombre de Radio Pictures y, después de la fusión de 1931, RKO Pathé. Cimarrón, producida por el mismo LeBaron, fue la única producción de RKO que ganó el Oscar a la mejor película. A pesar de eso, RKO perdió dinero a causa del hecho de que el film había tenido un presupuesto de 1,4 millones de dólares. La estrella más popular de RKO de esta época era Irene Dunne, que debutaba con el musical Leathernecking en 1930. Otros actores principales eran Joel McCrea, Ricardo Cortez, Dolores del Río y Mary Astor. Richard Dix, nominado al Óscar por su actuación en Cimarrón, hizo las funciones de estrella de las serie B hasta principios de los 40. El equipo de comedia de Bert Wheeler y Robert Woolsey, muchas veces junto a Dorothy Lee, fueron un pilar básico durante años. La adquisición de Pathé, a pesar de ser una inversión defensable a largo plazo por sus instalaciones, fueron otros de los principales gastos asumidos por la nueva RKO, sobre todo porque el precio de las acciones de Pathé había sido inflado artificialmente por algunas operaciones financeras trampistas. Después de poc más de un año de operación semiautónoma dentro de RKO, Pathé se disolvió como una unidad de producción.

### Éxito en la era Selznick

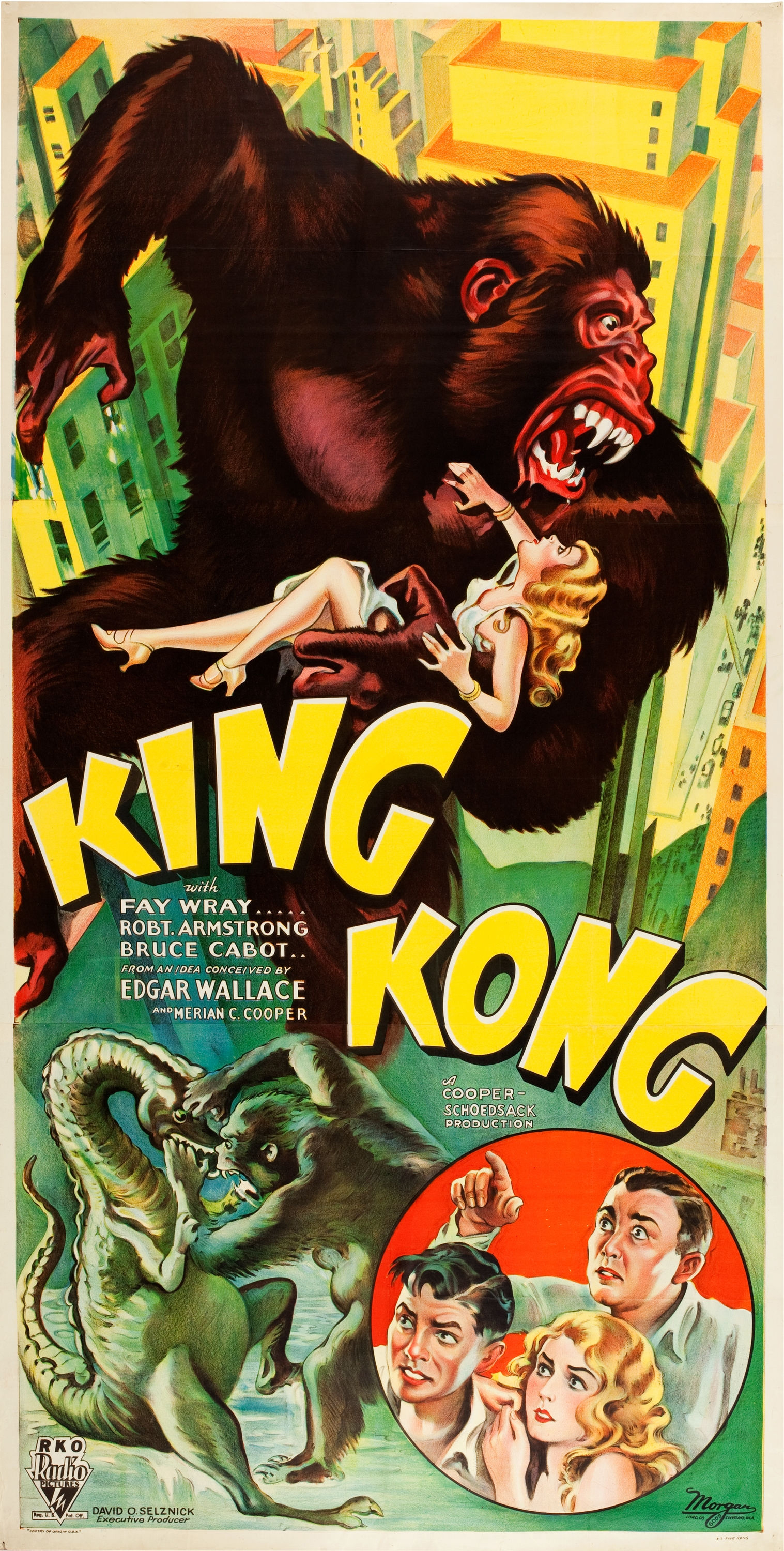
King Kong (1933)

Exceptuando películas como Cimarrón y Rio Rita, las producciones de RKO fueron consideradas como mediocres, por lo que en octubre de 1931 Sarnoff contrató a David O. Selznick para substituir LeBaron cono jefe de producción. Además de implementar medidas rigurosas de control de gasto, Selznick defendió las unidades de producción, que daba a los productores de las películas una independencia muy superior a la que tenían anteriormente. La producción de unidades institucionales, predijo, comportaría unos ahorros de costes del 30 al 40%. Para hacer películas bajo el nuevo sistema, Selznick contrató al director George Cukor y al productor y director Merian C. Cooper, y dio al productor Pandro S. Berman proyectos cada vegada más importantes. Selznick descubrió a Katharine Hepburn y contrató la joven actriz que rápidamente llegó a ser de les grandes estrellas del estudio. John Barrymore también tuvo algunos papeles importantes. A partir de septiembre de 1932, la publicidad de las películas mostraba el nombre de RKO Radio Pictures; el nombre de Pathé solo se utilizó para noticiarios y documentales. Ese año, la sede corporativa a la ciudad de Nueva York se trasladó al nuevo edificio de RKO, un rascacielos Art Déco y el primer edificio que se convertiría el complejo del Rockefeller Center.
Selznick pasó 15 meses como jefe de producción de RKO. Dimitió después de una disputa sobre el control creativo con el nuevo presidente corporativo Merlin Aylesworth. Uno de sus últimos actos en RKO fue acordar una prueba de pantalla para un hombre bailarín llamado Fred Astaire. El balance de Selznick en la RKO es simplemente magistral. En 1931, antes de su llegada, los estudios habían producido 42 películas para 16 millones de dólares de presupuesto total. En 1932, bajo la dirección de Selznick, se hicieron 41 películas para 10,2 millones de dólares, con una clara mejora en calidad y popularidad. Apoyó diferentes éxitos importantes como Doble sacrificio, con Cukor de director y el debut de Hepburn, y la monumental creación de King Kong, dirigida por Merian Cooper, con los efectos visuales de Willis O'Brien. A pesar de ello, debido a los ingentes ingresos irregulares y los excesos del período de antes de Selznick, la compañía no pudo resistir a la Gran Depresión. Entró en situación de suspensión de pagos en 1933, una situación de la que no se recuperó hasta 1940.

### Cooper al frente
Cooper sucedió a Selznick como jefe de producción. Supervisó dos grandes éxitos protagonizados por Katharine Hepburn: Gloria de un día (1933), por la cual ganó su primer Óscar y Mujercitas (Little Women) (1933). Entre las producciones de los estudios, esta última fue la que tuvo el mayor éxito de taquilla de la década. Cuando Cooper firmó un contrato de siete años, Ginger Rogers ya había realizado diferentes películas para RKO. Cooper la eligió para protagonizar el musical Volando hacia Río de Janeiro (Flying Down to Rio) (1933). Rogers actuó al lado de Fred Astaire en su debut en la pantalla y para las dos fue el inicio de una de las parejas más importantes de la historia del cine. También fue el inicio también de la carrera de Hermes Pan, el asistente del director de danza, que debido a su colaboración con Astaire fue uno de sus principales coreógrafos de Hollywood.
Junto a Columbia Pictures, RKO se convirtió en uno de los principales estudios de la comedia screwball. William A. Seiter, relativamente desconocido, dirigió la primera contribución significativa del estudio en el género, La mujer más rica del mundo (1934). El drama Cautivo del deseo (1934), dirigida por John Cromwell fue el primer éxito de la actriz Bette Davis. La película Sueños de juventud (Alice Adams) de George Stevens y El delator de John Ford fueron nominadas al Óscar a la mejor película en 1935. A pesar de eso, el único premio de la academia que obtuvo una producción de RKO fue el de Ford para el mejor director. Victor McLaglen (actor de El delator) también ganó un Óscar y apareció en una docena más de películas en las siguientes dos décadas.

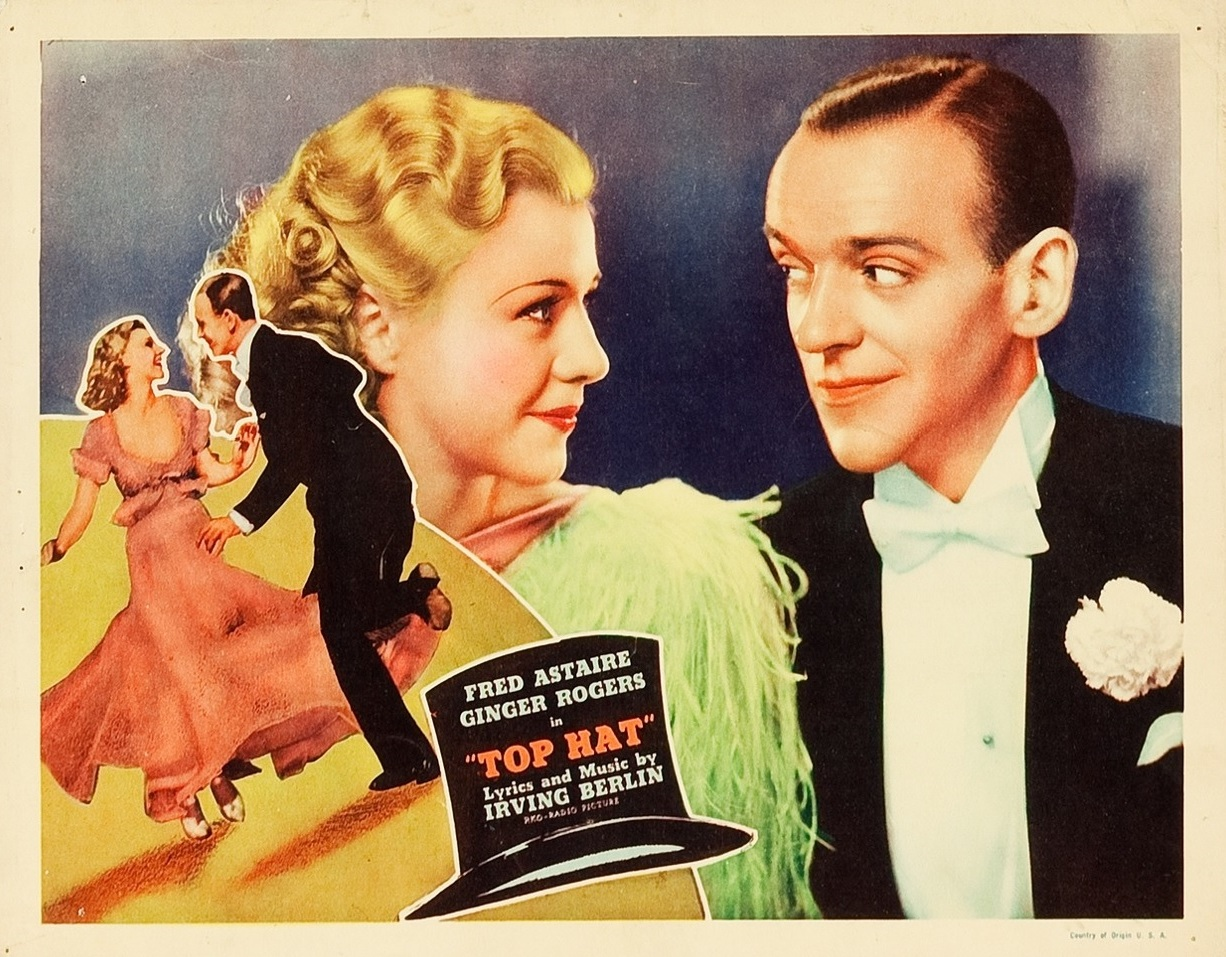
Ginger Rogers y Fred Astaire en Sombrero de copa (1935), dos de las grandes estrellas de la RKO en la década de los 30

A causa de la ausencia de recursos financieros de los líderes de la industria (MGM, Paramount y Fox), RKO realizó una serie de películas del estilo llamado  Art déco, como por ejemplo: La alegre divorciada (The Gay Divorcee) (1934) y Sombrero de copa (Top hat) (1935). Una de las figuras responsables de este estilo fue Van Nest Polglase, jefe del departamento de diseño en la RKO. RKO, según el historiador James Naremore, era un estudio donde faltaban la estabilidad de los buenos actores, directores y guionistas pero tenía un reparto de artistas y técnicos de efectos visuales. Como resultado de eso, sus películas más importantes contenían un fuerte elemento de fantasía.
Como grupo, las divisiones artesanales del estudio se situaron entre las más fuertes de la industria. El primer diseñador de vestuario reconocido fue Walter Plunkett, que trabajó con la compañía desde el cierre de la era de la FBO hasta finales de 1939. Sidney Saunders, jefe del departamento de pintura del estudio, fue el responsable de los progresos significativos en la calidad de la retroproyección. El 13 de junio de 1935, RKO estrenó La feria de la vanidad, su primera película rodada totalmente en Technicolor de tres rollos. Aunque los críticos consideraron Becky Sharp como un fracaso, la película fue ampliamente alabada por su brillo visual y experiencia técnica. RKO también contrató algunos de los artistas y artesanos más destacados de la industria, el trabajo de los cuales nunca fue visto. Desde los primeros días del estudio hasta diciembre de 1935, Max Steiner, uno de los compositores de música más influyentes de la época, fue la banda sonora para más de 100 películas de RKO. Aparte de eso, Murray Spivak, jefe del departamento de efectes de audio del estudio, consiguió grandes avances en el uso de la tecnología de regrabación, utilizada por primera vez en King Kong.

### Briskin y Berman
En octubre de 1935, el equipo se expandió con Floyd Odlum, un banquero que lideró un conglomerado que compró el 50% de las partes de RCA. Además, los hermanos Rockefeller, también grandes accionistas, se involucraron cada vez más en el negocio. Aunque RKO perdió Katharine Hepburn como marca, grandes estrellas como Cary Grant y Barbara Stanwyck se unieron a la lista de actores del estudio. Stanwyck no tuvo mucho éxito durante los años que trabajó para la productora. Grant, por contra, se convirtió en tendencia, uno de los primeros hombres líderes de la era sonora en trabajar de manera independiente. Ann Sothern protagonizó siete películas de RKO entre 1935 y 1937, cinco de las cuales actuó al lado de Gene Raymond.

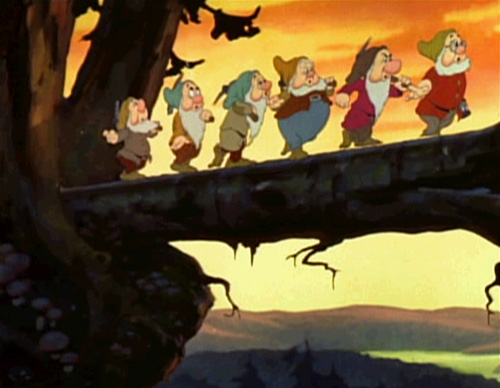
RKO fue la distribuidora de las películas de Walt Disney desde 1939 hasta 1954

Poco después de la llegada del nuevo jefe de producción, Samuel Briskin, a finales de 1935, RKO llegó a un acuerdo de distribución importante con el animador Walt Disney (Van Beuren, por tanto, cerró sus operaciones de dibujos animados). Desde 1936 hasta 1954, el estudio estrenó sus películas (y cortometrajes) entre las que se encontraba Blancanieves y los siete enanitos, que se convertiría en la película más taquilleras de los primeros 40 años de la historia del cine. Los logotipos de obertura y cierre en las películas fueron cambiados de «Radio Pictures» a «RKO Radio Pictures» en 1936. En febrero de 1937, Selznick, ahora productor independiente, asumió el estudio de Culver City de RKO y Forty Acres. Lo que el viento se llevó, su coproducción con MGM, fue grabada en gran parte allí. Además de su estudio central de Hollywood, la producción de RKO también comenzó a trabajar en los alrededores de su rancho de Enico. Aunque la asociación con Disney fue muy exitosa, el producto propio de RKO se consideraba de baja calidad. Briskin marchó a finales de ese año.
Pandro Berman aceptó la posición de jefe de producción de manera no interina. A pesar de marcharse al final de la década, su breve estancia dio lugar a algunas películas más notables de la historia del estudio: Gunga Din, protagonizada por Cary Grant y Victor McLaglen; Tú y yo, por Dunne y Charles Boyer; y El jorobado de Notre-DameDame (todas ellas estrenadas en 1939). Charles Laughton, actor que tuvo el papel de Quasimodo en esta última película nombrada, fueron volviendo al estudio de RKO para protagonizar seis películas más. Para Maureen O'Hara, que hizo su debut en la pantalla norteamericana a esta película, fue la primera de las diez películas que hizo para RKO hasta 1952. Después de trabajar con Ginger Rogers por octava ocasión en La historia de Irene Castle (1939), Fred Astaire abandonó el estudio.
La estrella de los westerns de serie B de esta época fue George O'Brien. Protagonizó 18 películas para RKO, 16 de ellas fueron grabadas y estrenadas entre 1938 y 1940. El Santo en Nueva York (1938) fue una película de detectives de serie B que, gracias a su éxitp, fue la primera de una serie de películas del personaje Simon Templar. La serie cómica The Wheeler and Woolsey acabó en 1937. RKO llenó ese vacío publicando películas independientes, como la serie de televisión Dr. Christian y Locos del aire, película de Laurel y Hardy. El estudio pronto tuvo su propia estrella de comedias de serie B: Lupe Vélez. Los departamentos técnicos del estudio mantuvo su reputación como líderes de la industria; la unidad de efectos especiales de Vernon Walker se hizo famosa gracias a su sofisticada utilización de la impresora óptica, un arte que llegó a la cima con Ciudadano Kane (1941).

### Los problemas de Kane y Schaefer

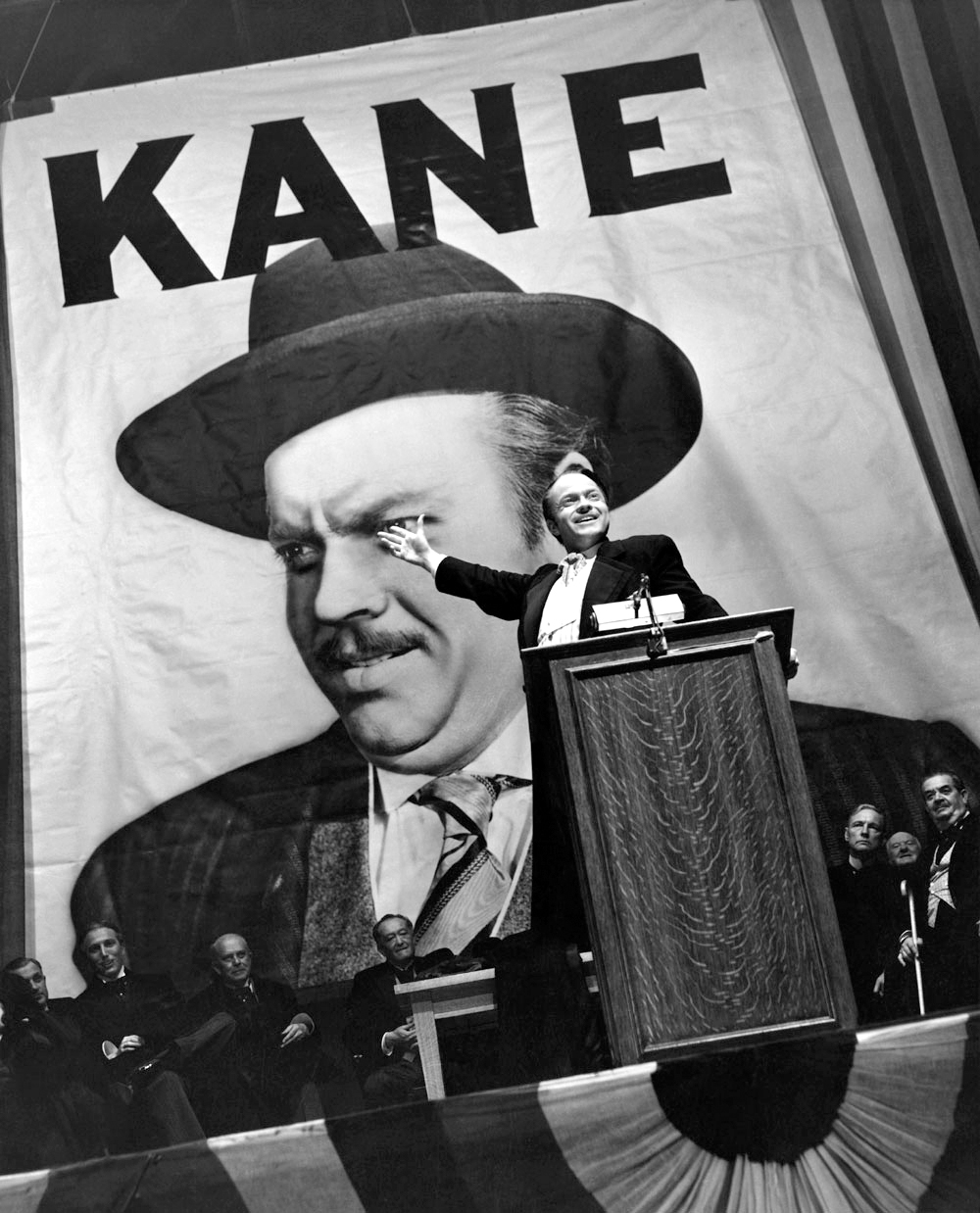
Orson Welles protagonitzando Ciudadano Kane (1941), considerada por muchos como la mejor película de la historia.

Pan Berman había ido acreditado por primera vez en 1925 como ayudante de dirección en Midnight Molly de FBO. Abandonó RKO en diciembre de 1939 después de enfrentarse a la política del presidente del estudio George J. Schaefer, que fue escogido un año antes por los Rockefeller y apoyado por Sarnoff. Schaefer sustituyó a Berman como jefe de producción. Schaefer anunció su filosofía con el eslogan «Películes de calidad a precios económicos». Estaba interesado en contratar productores independientes para poder distribuir sus películas. En 1941, cuando RKO dispuso de las producciones de Samuel Goldwyn, llegó a ser uno de los estudios independientes más prestigiosos de Hollywood. Sus dos primeras películas de Goldwyn lanzadas por el estudio tuvieron un gran éxito: La loba, dirigida por William Wyler y protagonizada por Bette Davis, obtuvo cuatro nominaciones a los Óscar, mientras que Bola de fuego dirigida por Howard Hawks convirtió a Barbara Stanwyck en un éxito de RKO. No obstante, Schaefer aceptó términos tan favorables para Goldwyn que era imposible que el estudio ganase dinero con sus películas. David O. Selznick realizó dos películes para RKO en 1941: Matrimonio original de Alfred Hitchcock, que pasó sin pena ni gloria; y Sospecha (también de Hitchcock), que le dio el Óscar a Joan Fontaine.
En mayo, después de haber concedido a Orson Welles el control creativo de la película, RKO lanzó Ciudadano Kane. A pesar de obtener muy buenas críticas y ser considerada como una de las películas más grandes que se han hecho nunca, en aquella época perdió dinero y provocó la ira de la cadena de diarios Hearst a RKO. Al año siguiente, se produjo el fracaso comercial de El cuarto mandamiento de Welles que, igual que Ciudadano Kane, obtuvo más buenas críticas que benificio económico y teniendo además un presupuesto muy elevado. Pasó lo mismo con el documental It's All True. Las tres producciones combinadas de Welles costaron unos 2 millones de dólares, una cantidad importante para una corporación que había reportado un déficit global de un millón de dólares en 1940 u un beneficio nominal de poco más de 500.000 dólares en 1941. Rogers, después de ganar un Óscar en 1941 por su actuación en Espejismo de amor, firmó un contrato independiente como el de Cary Grant. El 17 de junio de 1942, Schaefer presentó su renuncia. Salió de un estudio debilitado y con problemas, pero RKO estaba a punto de cambiar. Impulsada por el boom de taquilla de la Segunda Guerra Mundial y guiado por una nueva gestión, RKO volvería a experimentar una fuerte recuperación durante la década siguiente.

### Koerner al frente
A finales de junio de 1942, Odlum había adquirido una participación mayoritaria en la compañía a través de Atlas Corporation, y pudo apartar así a los Rockefellers y Sarnoff. Charles Koerner, antiguo jefe de la cadena de teatro de RKO y aliado de Odlum, ya había sido jefe de producción un tiempo antes de la salida de Schaefer. Cuando Schaefer se fue, Koerner lo sucedió. Al anunciar un nuevo lema, «Showmanship in Place of Genius: A New Deal at RKO», Koerner llevó a la empresa una estabilidad que duró hasta su muerte en febrero de 1946. El cambio de fortuna de RKO fue prácticamente inmediato: las ganancias subieron en 736.244 dólares de 1942 a 6,96 millones al año siguiente. Los Rockefeller vendieron sus acciones y, a principios de 1943, RCA liquidó también la última de sus partes en la compañía, el último lazo de David Sarnoff con la empresa que él mismo había concebido. En junio de 1944, RKO creó una sucursal de producción televisiva, RKO Television Corporation que se convirtió en el primer gran taller de producción del nuevo medio con Talk Fast, Mister, un drama de una hora filmado en los estudios RKO-Pathé de Nueva York y emitido el 18 de diciembre de 1944. En colaboración con el empresario mexicano Emilio Azcárraga Vidaurreta, RKO estableció en 1945 los Estudios Churubusco en la Ciudad de México.

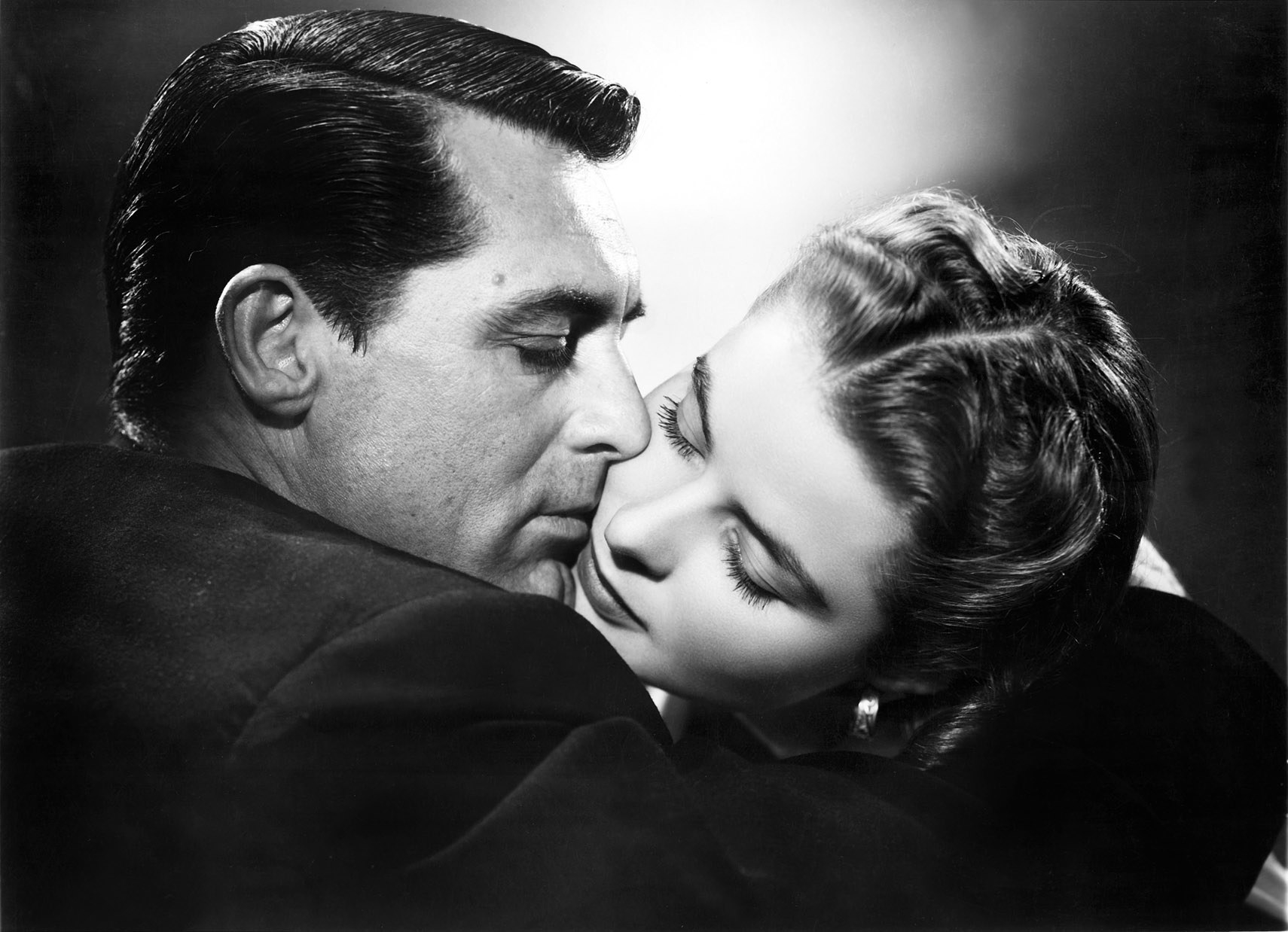
Cary Grant e Ingrid Bergman en Encadenados (1946)

Con RKO en un terreno cada vez más seguro, Koerner intentó aumentar la producción con un presupuesto considerable y con películas protagonizadas por grandes estrellas. No obstante, las últimas grandes estrellas que tenían contrato con RKO fueron Grant, que tenía los servicios compartidos con Columbia Pictures; y Maureen O'Hara, compartidos con 20th Century-Fox. Sin estrellas propias, Koerner y sus sucesores acordaron con otros estudios que les prestasen sus propias estrellas o contratar alguno de los artistas crecientes a corto plazo. Así, las películas de RKO desde mediados de los 50 ofrecieron a Bing Crosby, Henry Fonda y otros que estaban fueron de las posibilidades del estudio para contratos prolongados. John Wayne apareció en La chica y el vaquero (1943), prestado por Republic Pictures; que pronto trabajó regularmente con RKO, haciendo nueve películas más para el estudio. Gary Cooper apareció en las películas de RKO que eren producidas por Goldwyn y, posteriormente, el inicio de International Pictures. Claudette Colbert también protagonizó una serie de films de RKO. Ingrid Bergman, a préstamo de Selznick, protagonizó al lado de Bing Crosby la película Las campanas de Santa María (1945), una coproducción con el director Leo McCarey. Esta se convirtió en la película más taquillera del año, consiguiendo un beneficio de 3,7 millones de dólares para RKO, el beneficio más grande de la historia de la compañía. Bergman volvió a actuar para coproducciones como Encadenados (1946) y Stromboli terra di Dio (1950), y en la producción independiente Juana de Arco (1948). Randolph Scott también aparició anualmente en un gran lanzamiento de RKO entre 1943 y 1948.
De la misma manera, muchos directores principales hicieron una o más películas para RKO durante esta época, incluso Alfred Hitchcock, con Encadenados, Jean Renoir, con Esta tierra es mía (1943), protagonizada por Laughton y O'Hara, y The Woman on the Beach (1947). y RKO y Orson Welles y se unieron para realizar El extraño (1946), una producción independiente que protagonizó y dirigió él mismo.Welles la calificaría posteriormente como la peor película, pero fue la única que había conseguido ganar beneficio en su primera tirada. En diciembre de 1946, el estudio estrenó Qué bello es vivir dirigida por Frank Capra. Esta fue reconocida como una de las películas más grandes de la época dorada de Hollywood, aunque en su momento provocó pérdida por valor de medio millón de dólares para RKO. El Fugitivo (1947) de John Ford y Fort Apache (1948), se estrenó justo antes de que el estudio cambiase de manos. Seguidamente se estrenó La legión invencible (1949) y Caravana de paz (1950); todas cuatro fueron coproducciones entre RKO y Argosy, la compañía de Ford. De los directores que tenían un contrato a largo término en RKO en la década de 1940, el más conocido fue Edward Dmytryk, que dirigió la película Los hijos de Hitler (1943). Filmado con un presupuesto de 205.000 dólares, fue uno de los diez grandes éxitos de Hollywood durante este año. Otra película de temática de guerra de bajo presupuesto dirigida por Dmytryk fue Tras el sol naciente. Esta fue igual de rentable que el anterior.

### La serie B como foco principal

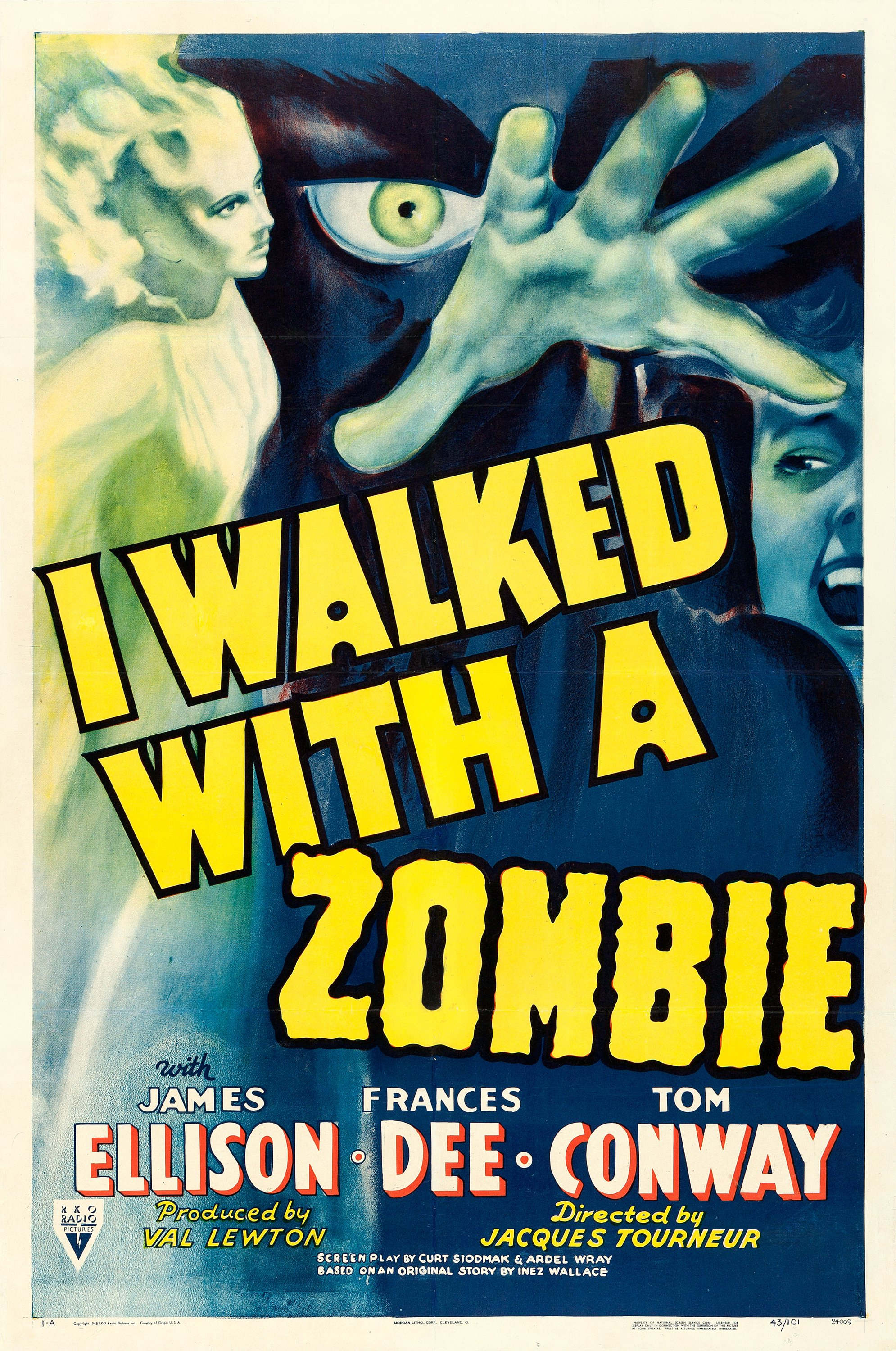
Pòster de Yo anduve con un zombie (1943), producida por Val Lewton y dirigida por Jacques Tourneur

Mucho más que otros estudios (que fueron llamados los Big Five), RKO se focalizó en las películas de serie B para llenar su calendario. De los 31 estrenos de RKO en 1944, por ejemplo, diez tuvieron un presupuesto inferior a los 200.000 dólares, doce estuvieron en el rango de 200.000 a 500.000 dólares, y tan solo nueve costaron más de esa cantidad. Por contra, la mayoría de las películas de los otros cuatro estudios tuvieron un presupuesto de más de medio millón de dólares. El enfoque en películas de serie B limitaba el riesgo financiero del estudio; mientras que también limitaba el potencial de recompensa, RKO tenía una historia de ganar más beneficios con los films de bajo presupuesto que con sus películas de serie A. Las películas de bajo presupuesto del estudio también ofrecieron oportunidades de formación para nuevos directores. Entre Estos, se encuentran Mark Robson, Robert Wise y Anthony Mann. Robson y Wise realizaron sus primeros trabajos de dirección en conjunto al productor Val Lewton. Su unidad de películes de terror especializada en serie B incluía también al director más experimentado Jacques Tourneur. El trabajo atmosférico y brumoso de la unidad de Lewton, representado en películas como La mujer pantera (1942), Yo anduve con un zombie (1943) y El ladrón de cadáveres (1945), es actualmente muy reconocido. Richard Dix concluyó su larga carrera con RKO con la producción de El barco fantasma (1934). Tim Holt fue la estrella cowboy de RKO de la época, apareciendo en 46 westerns de serie B y más de cincuenta películas para el estudio. En 1940, Chester Lauck y Norris Goff llevaron a su famosos personajes de cémic Lum and Abner de la radio a RKO para realizar una colección de seis películas. La serie de detectives del personaje literario Falcon comenzó el 1941. Falcon fue interpretado por primera vez por George Sanders, el cual había aparecido cinco veces como "el santo". Se retiró después de cuatro películas y fue reemplazado por su hermano, Tom Conway. Conway tuvo una carrera de nueve films antesque la serie finalizase en 1946. Johnny Weissmuller protagonizó seis películas de Tarzán para RKO entre 1943 y 1948. Posteriormente fue sustituido por Lex Barker.
Paralelamente, el cine negro se podía permitir presupuestos más bajos y, por tanto, se convirtió en un estilo muy utilizado por el estudio. De hecho, la película El desconocido del tercer piso (1940) fue vista como el inicio del período clásico del cine negro. Su cinematógrafo, Nicholas Musuraca, que comenzó en FBO durante los años veinte y se quedó en RKO hasta 1954, fue una figura central en la creación del aspecto del periodo noir. La lista de actores en la década de los 1940 se lleó con actores del género habituales: Robert Mitchum y Robert Ryan. Ambos hivieron más de diez películas cada uno. Gloria Grahame, Jane Greer y Lawrence Tierney también fueron actrices muy recurrentes durante estos años. Además, George Raft protagonizó dos grandes éxitos de este génerp: Capitán Ángel (Johnny Angel) (1945) y Nocturno (1946). Tourneur, Musuraca, Mitchum y Greer, junto al grupo de diseño d'D'Agostino, se unieron para hacer La mujer de mi pasado / Retorno al pasado / Traidora y mortal (Out of the Past, 1947), una película que tuvieron un presupuesto bastante más elevado. Actualmente es considerada como una de las mejores películas de género negro. Nicholas Ray comenzó su carrera como director con el noir Los amantes de la noche (1948), la primera de diversas películas bien recibidas que hizo para RKO.

### HUAC y Howard Hughes

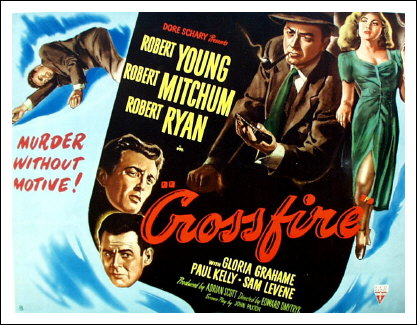
Fuego cruzado (1947)

RKO y la industria cinematográfica en general, tuvieron su año más rentable en 1946. La producción de Goldwyn lanzada por RKO, Los mejores años de nuestra vida fue la película de Hollywood con más éxito de la década. Pero el estatuto jurídico del modelo de negocio imperante en la industria se fueron poniendo en duda cada vez más: la Corte Suprema de los Estados Unidos dictaminarron en Bigelow v. RKO que la empresa era responsable de los daños y perjuicios bao los estatutos antimonopolio por haber denegado el acceso en  una cámara de cine independiente en las primeras películas: una práctica comuna entre todos los grandes estudios. Con elevados beneficios, Floyd Odlum se fue vendiendo cerca del 40% de sus acciones a la compañía a un grupo de empresas de inversión. Después de la muerte de Koerner, el presidente de Radio-Keith-Orpheum, N. Peter Rathvon, y el president de RKO Radio Pictures, Ned Depinet, intercambiaron posiciones. Com Depinet trasladándose a las oficinas corporatives de Nueva York y Rathvon, trasladándose a Hollywood y convirtiéndose en jefe de producción. Se estaba buscando un reemplazo para Koerner. El primer día de 1947, el productor y guionista ganador del Óscar, Dore Schary, que había estado trabajando en el estudio prestado por Selznick, asumió ese papel.
RKO apareció en buena forma para explotar sus éxitos recientes, pero el año vino con una serie de contratiempos desagradables para todas las productoras de Hollywood. El gobierno británico impuso un impuesto del 75% sobre las películas producidas en el exterior; junto a los impuestos de confiscación y las leyes contingentes aprobadas por otros países, provocó un fuerte descenso en los ingresos en el extranjero. El auge de la asistencia durante la postguerra llegó más pronto de lo que se esperaba y la televisión surgió como competidor por la audiencia. A pesar de ello, los beneficios cayeron un 27% en los estudios de Hollywood entre 1946 y 1947. El fenómeno que se conocería como el Maccarthismo se iba construyendo, y en octubre, el Comité de Actividades Antiestadounidenses (HUAC) comenzó a ver el comunismo dentro de la industria cinematográfica. Dos de los mejores talentos de RKO, Dmytryk y el productor Adrian Scott, se negaron a cooperar. Como consecuencia, fueron despedidos por RKO dentro de los términos de la Declaración Waldorf, la promesa de los principales estudios para "eliminar cualquier subversivo". Scott, Dmytryk y ocho personas más que también desafiaron a la HUAC quedaron en la lista negra de la industria. Irónicamente, el gran éxito del estudio de ese año fue Fuego cruzado, una película realizada entre Scott y Dmytryk. Odlum pensó que era hora de salir del negocio cinematográfico, y puso sus acciones restantes en el mercado. Antes del fin de año, el noticiario de Pathé se vendió a Warner Bros. Loretta Young ganó el Óscar a la mejor actriz por su actuación en Un destino de mujer (1947), una coproducción con Vanguard Films de Selznick. Resultaría ser el último gran premio de la Academia para una película de la RKO.
En mayo de 1948, el magnate de la aviación y productor de películas ocasionales Howard Hughes obtuvo el control de la compañía. Durante el mandato de Hughes, RKO vivió sus peores años, ya que su estilo de gestión suponía una serie de gastos muy elevados. El jefe de producción, Schary, estuvo a punto de abandonar a causa de la interferencia con su nuevo jefe. A las pocas semanas de haberse apoderado, Hughes se despidieron tres cuartas partes de los trabajadores. La producción se cerró prácticamente durante seis meses, ya que Hughes canceló algunas de las películas que Schary había apoyado. EN 1948, las Big Five redujeron sus beneficios. Fox, un 11% menos y Loew's/MGM, un 62%. RKO prácticamente desapareció: de 5,1 millones de dólares ganados en 1947 a medio millón en 1948. En otras palabras: un descenso del 90%. La empresa RKO nunca volvería a ofrecer beneficios.
Paralelamente, el arresto y la condena de Robert Mitchum por posesión de marihuana fue ampliament considerada como la muerte profesional de la estrella joven. Hughes sorprendrió a la industria anunciando que su contrato no estaba en peligro. Hughes también decidió saltar a sus competidores para ser el primero en establecer el contrato antimonopolio del gobierno federal contra los grandes estudios, que había ganado una decisión crucial de la Corte Suprema en Estado Unidos contra Paramount Pictures, Inc. Según el decreto de consentimiento firmado, Hughes acordó disolver la vieja compañía matriz, Radio-Keith-Orpheum Corp., y dividió el negocio de distribución de producción y su cadena de exposición en dos corporaciones totalmente independientes: RKO Pictures Corp. y RKO Theaters Corp. Mientras que Hughes retrasó el procedimiento de división hasta diciembre de 1950 y no vendió su stock a la compañía de teatro durante tres años más, su decisión de aceptar fue uno de los pasos cruciales en el colapso del sistema de estudios del Hollywood clásico.

### Enfrentamientos y fin del mandato de Hughes

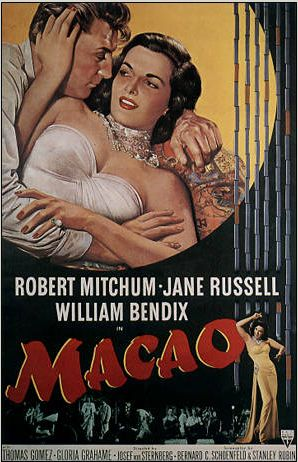
Pòster de Macao (1952) dirigida por Robert Mitchum

La época d'Hughes en RKO estuvo marcada por una disminución de la producción y una gran cantidad de películas muy caras con poco éxito. A todo esto, el estudio continuó produciendo algunas películas bien recibidas bajo los jefes de producción Sid Rogell y Sam Bischoff, aunque ambos se cansaron de la intromisión de Hughes y dejaron sus cargos después de dos años. (Bischoff sería el último hombre que ocupase el cargo con Hughes). Se realizaron películas de cine negro de serie B como La ventana (1949), que se convirtió en un éxito, y Nadie puede vencerme (1949), que ganó el Critic's Prize en el Festival de Canes. El enigma de otro mundo (1951), un drama de ciencia ficción coproducido se convirtió en un clásico del género. En 1952, RKO estrenó dos películas dirigidas por Fritz Lang, Encubridora y Encuentro en la noche. Esta última fue un proyecto del famoso equipo de producción creado entre Jerry Wald y Norman Krasna.
La compañía también comenzó a desarrollar una estrecha relación con Ida Lupino. Protagonizó dos películas de suspense con Robert Ryan y Nicholas Ray en La casa en la sombra (1952), a pesar de que el rodaje se había completado dos años antes y Beware, My Lovely (1952), una coproducción entre RKO y la empresa de Lupino, The Filmakers. Además como dato histórico, Lupino fue la única directora femenina de Hollywood durante el período; de las cinco películas que The Filmakers hizo con RKO, Lupino dirigió tres más, incluyendo El autoestopista (1953). Acercando por primera vez a muchos cinéfilos del cine asiático, RKO distribuyó Rashomon de Akira Kurosawa A los Estados Unidos dieciséis meses después de su estreno original en 1950 en Japón. Los únicos éxitos durante la década de los cincuenta que surgieron en este periodo fueron El fabuloso Andersen (1952) de Goldwyn y Peter Pan (1953) de Disney.
A principios de 1952, Hughes entró en un pleito por parte del guionista Paul Jarrico, que había sido atrapado  en la última ronda de audiencias HUAC-Hughes por la que había sido despedido y se sustrajo su nombre de los créditos de un reciente lanzamiento. Posteriormente, el propietario del estudio ordenó a 100 empleados de RKO "abandonarles" mientras establecía una "oficina de seguridad" para supervisar un sistema de veto ideológico. Hughes declaró que "no se utilizará el trabajo de los simpatizantes comunistas". A medida que se fueron quitando más créditos, algunos de la industria comenzaron a cuestionar si la búsqueda de subversivos de Hughes servía principalmente como una buena razón para reducir aún más los gastos de producción.
En septiembre, Hughes y su presidente corporativo, Ned E. Depinet, vendió su stock de estudio de RKO a un sindicato de Chicago sin experiencia en el negocio del cine. El reino caótico del sindicato duró hasta febrero del 1953, año en el que Hughes volvió a adquirir el control y las acciones. La pérdida neta del estudio en 1952 fue más de 10 millones de dólares. Durante los diferentes problemas, Samuel Goldwyn dejaron de utilizar la distribución de sus películas con RKO después de 11 años de colaboración. El rancho de Encino cerraron definitivamente en 1953 y la propiedad fue vendida. En noviembre, Hughes finalmente cumplió sus obligaciones, vendiendo los Teatros de RKO. Albert A. List compró el control de la empresa y le cambió el nombre de List Industries. Hughes pronto se encontró con cinco demandas diferentes por parte de accionistas minoritarios de RKO que le acusaban de malversación en sus tratos con el grupo de Chicago y una amplia variedad de actos de mala administración.
Con la intención de prevenir los problemas legales inminentes, a principios de 1954, Hughes se ofreció a comprar todas las otras acciones de RKO. Convencido de que el estudio se hundía, Walt Disney rompió su acuerdo con RKO y creó su propia firma de distribución, Buena Vista Pictures. A final de año, a un coste de 23,5 millones de dólares, Hughes había conseguido casi el control total de RKO Pictures, y así se convirtió en el primer propietario único de un estudio desde los días pioneros de Hollywood. Virtual, pero no muy real. Floyd Odlum se reincorporó para bloquear a Hughes de adquirir el 95% de propiedad de RKO, que era el que necesitaba para amortizar las pérdidas de la compañía contra sus ingresos en otros sitios. Con las negociaciones estancadas entre ambos, en julio de 1955, Hughes vendió RKO Pictures a la Compañía General Tire por 25 millones de dólares. Para Hughes, este fue el final en el negocio del cine. La historiadora Betty Lasky describe la relación de Hughes con RKO como una "violación sistemática de siete años".

### General Tirey la desaparición del estudio

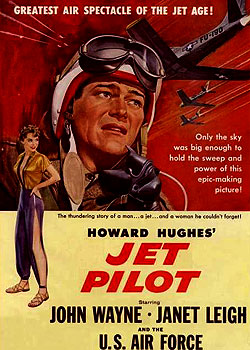
Amor a reacción (1950), una de las producciones de RKO en esa época

Al tomar el control del estudio, General Tire restauró los lazos que tenía RKO con la radiodifusión. En 1943, General Tire había comprado la Yankee Network, una red de radio regional de Nueva Inglaterra. En 1950, adquirió el sistema de radiodifusión regional de la Costa Oeste de Don Lee. Dos años más tarde adquirió el Servicio de Radiodifusión de Bamberger, de la que era propietaria de WOR TV y las estaciones de radio de Nueva York. Esta última adquisición dio a General Tire el control de la Mutual Broadcasting System, una de las principales redes de radio de América. General Tire entonces fusionó sus intereses de transmisión en una nueva división, el General Teleradio.
Thomas O'Neil, hijo del fundador de General Tire, William O'Neil, y presidente del grupo de radiodifusión, vio que las nuevas televisiones de la empresa necesitaban programación. Con la compra de RKO, la biblioteca del estudio era suya, y los derechos de las 742 películas a las que RKO mantuvo un título claro se pusieron a la venta rápidamente. C&C Television Corp., filial del fabricante de bebidas Cantrell & Cochrane, ganó la licitación en diciembre de 1955. Pronto ofreció las películas a estaciones independientes en un paquete llamado "MovieTime USA". RKO Teleradio Pictures, la nueva empresa creada a partir de la fusión del General Teleradio y el estudio RKO, mantuvo los derechos de difusión en las ciudades donde tenía televisiones. En 1956, las películas clásicas de RKO estaban siendo emitidas en la televisión, cosa que permitió a muchas personas ver películas como Ciudadano Kane por primera vez. Los 15,2 millones de dólares que RKO ganó gracias al acuerdo, convenció a otros grandes estudios que sus películas tenían un potencial de beneficios, un punto de inflexión en la forma en que Hollywood hacía negocios.
Los nuevos propietarios de RKO supusieron un esfuerzo para reactivar el estudio. Para conseguirlo contrataron al productor veterano William Dozier para liderar la producción. Durante la primera mitad de 1956, las instalaciones de producción fueron muy ocupados. RKO Teleradio Pictures lanzó las últimas dos películas norteamericanas de Fritz Lang, Mientras Nueva York duerme y Más allá de la duda (ambas de 1956). A pesar de ello, los años de mala gestión habían expulsado a muchos directores, productores y estrellas. El estudio también e realizó un último conjunto de películas de serie B como La perla del sur del Pacífico (1955) y El conquistador de Mongolia (1956). Esta última fue protagonizada por John Wayne, cosa que la convirtió en el éxito más grande producido por el estudio durante la década.  Aunque, los 4,5 millones de dólares en la taquilla norteamericana no llegaron a cubrir sus costes de 6 millones de dólares que había supuesto su presupuesto.
Después de un año y medio sin tener ningún éxito notable, General Tire cerró la producción de RKO el 31 de enero de 1957. Las instalaciones de Hollywood y Culver City se vendieron más tarde el mismo año por 6,15 millones de dólares a Desilu Productions, propiedad de Desi Arnaz y Lucille Ball, que había sido contratada por RKO desde 1935 hasta 1942. En 1967, Desilu fue adquirida por Gulf and Western Industries y se unió a la otra productora de G + W, Paramount Pictures. Aparte, el exestudio de RKO Hollywood se convirtió en parte de Paramount Television, y que, actualmente, trabaja bajo el nombre de CBS Television Studios. El estudio renovado de Culver City, actualmente, tienen propietario y opera como instalación de producción independiente. Forty Acres, la unidad secundaria de Culver City, fue cerrada a mediados de los años 70. En 1959, List Industries, el ex RKO Theaters Corp., fue adquirida por Glen Alden Corp. Después de la adquisición del grupo de teatro Stanley Warner en 1967 de Glen Alden, las dos cadenas se unieron y crearon la RKO-Stanley Warner Theaters. En 1971, Cinerama compró el circuito de exposición de Glen Alden.
Con el cierre de la producción, RKO también cerró sus intercambios de distribución. A partir de 1957, las películas fueron publicadas a través de otras empresas, principalmente a través de Universal-International, actualmente conocida como Universal Studios. La última película de RKO, Verboten!, una coproducción con Globe Enterprises del director Samuel Fuller, fue lanzada por Columbia Pictures en marzo de 1959. Ese mismo año, "Pictures" quedó desposeída de la identidad corporativa; el grupo de empresas de la operación de difusión de General Tire y los pocos activos de películas fueron renombrados RKO General. El 5 de julio de 1957, RKO Japan, Ltd. se vendió a Disney Productions y British Commonwealth Film Corporation.

## RKO General
A partir de la década de los 50 hasta finales de la década de los 80, una de las principales emisoras de radio y televisión de los Estados Unidos fue RKO General. En 1952, la empresa unió sus intereses de difusión en una división llamada General Teleradio. Con la adquisición del estudio de cine de RKO por parte de la empresa fabricante de neumáticos (General Tire), se cambió el nombre a RKO Teleradio Pictures. En 1959, después de la ruptura del estudio cinematográfico, se dio a la división del estudio. Como resultado de esta ruptura nació RKO General, estudio que funcionaría durante tres décadas. Además de sus actividades de radiodifusión, RKO General fue también la compañía propietaria de muchos otros negocios, incluyendo el embotellamiento de bebidas, de empresas hoteleras y, durante 17 años, de Frontier Airlines.
La línea de radio general de RKO incluyó algunas de las cadenas de música populares más valoradas e influyentes del país. En mayo de 1965, KHJ (AM) de Los Ángeles introdujo el top 40 de Boss Radio. El estilo de programación de esta cadena pronto fue adoptada por muchas de las otras estaciones de RKO e imitada por radiodifusores que no formaban parte de RKO. La estación de FM de RKO en Nueva York fue pionera en numerosos formados radiofónicos. En 1983 se convirtió en una de las primeras grandes estaciones a programar regularmente música rap. En 1979, RKO General creó la RKO Radio Network, que se convirtió en la primera red de radiodifusión enlazada por vía satélite.
Las cadenas de televisión de la compañía, mayoritariamente las que no estaban afiliadas a la red, fueron conocidas por transmitir películas clásicas (producciones RKO y muchas más) bajo la pancarta de Million Dollar Movie. En junio de 1962, RKO General y Zenith Electronics iniciaron lo que se convirtió en el primer proyecto de servicio de subscripción: a principios de 1969, las películas de televisión y otros espectáculos en vivo eren emitidos son publicidad. No obstante, el legado más relevante de RKO General fueron las licencias de películas que tenía la empresa.

## Encarnaciones posteriores
Comenzando con Llámame Mr. Charly (1981), RKO General se involucró en la coproducción de una serie de largometrajes y proyectos televisivos a través de una filial creada tres años antes, RKO Pictures Inc. En colaboración con Universal Studios, RKO estrenó cinco películas en los tres años posteriores. Aunque el estudio trabajó frecuentemente con famosos, estas tuvieron poco éxito. Algunos ejemplos son Burt Reynolds y Dolly Parton en La casa más divertida de Texas, Jack Nicholson en La frontera, y Nastassja Kinski a El beso de la pantera. Con Plenty (1985), una película protagonizada por Meryl Streep, RKO comenzó a realizar proyectos sin colaboradores. A este le siguieron películas como el thriller erótico La calle de de la media luna (1986) y el drama La colina de la hamburguesa (1987). La producción acabó cuando GenCorp experimentó una reorganización masiva después de un intento de adquisición hostil. Con RKO General desmantelando su negocio de difusión, RKO Pictures Inc., junto a la marca registrada original de RKO, los derechos de remake y otros activos  se pusieron a la venta. Después de una oferta del mismo equipo directivo de RKO Pictures, los administradores hicieron un trato con Wesray Capital Corporation para comprar RKO a Entertainment Acquisition Co., entidad de compra creada recientemente. La venta se completó a finales de 1987, y Wesray vinculó RKO con sus parques de atracciones Six Flags para formar RKO/Six Flags Entertainment Inc.
En 1989, RKO Pictures, que no había producido ninguna película mientras estaba bajo control de Wesray, se volvió a disparar. Dina Merrill y su marido, la productora Ted Hartley, adquirieron un interés mayoritario y se fusionaron la compañía con su Pabellón de Comunicaciones. Después de un breve período como RKO/Pavilion, el negocio se reorganizó como RKO Pictures LLC. Con la producción inaugural de RKO bajo la propiedad de Hartley y Merrill, False Identity (1990), la compañía entró en el negocio de la distribución. En 1992 se estrenó Leyes de gravedad, una producción independiente, dirigida por Nick Gomez. El siguiente lanzamiento signifitivo de RKO sería Mi gran amigo Joe (1998), un remake de una película de RKO de 1949 que era a su vez un remake de King Kong. A principios de los 2000, la compañía participó como coproductora en películas de televisión. En 2003, RKO coprodujo una versión escénica en Broadway de la película En alas de la danza bajo el título Never Gonna Dance.
En 2003, además, RKO Pictures inició una batalla legal con Wall Street Financial Associates (WSFA). Hartley y Merrill afirmaron que los propietarios de WSFA les indujeron fraudulentemente a firmar un contrato de adquisición para comprar RKO con la intención tan solo de desmontarla. WSFA solicitó una orden preliminar que prohibía a los propietarios mayoritarios de RKO a vender sus intereses de la compañía a terceros. La moción de WSFA fue denegada e julio de 2003, liberando a RKO para tratar con otro comprador, InternetStudios.com. En 2004, la venta prevista disminuyó cuando internetStudios.com cerró. La participación de la compañía en la nueva producción cinematográfica continuó centrándose en sus derechos de remake como, por ejemplo Una casa patas arriba. En 2009 se estrenó Más allá de la duda, una nueva versión de una película de RKO que había sido dirigida por Fritz Lang y recibió una calificación de 7% en Rotten Tomatoes. Dos años antes, RKO había anunciado el lanzamiento de una división de terror, Roseblood Movie Company. Una versión escénica de Sombrero de copa se estrewnó en el Reino Unido durante el segundo semestre de 2011. Las producciones de películas más recientes de RKO son El último concierto (2012), que recibió bnuenas críticas y el "flop", Barely Lethal.

## Biblioteca del estudio
Como titular de los derechos de autor, RKO Pictures LLC es propietaria de todas las marcas comerciales y logotipos conectados con RKO Radio Pictures Inc., así como los derechos sobre historias, guiones (con 800 a 900 guiones que no se llegaron a producir), remakes, secuelas y precuelas conectado con la biblioteca RKO. así mismo, los derechos de televisión, vídeo y distribución teatral están en manos de los Estados Unidos y Canadá. Aparte, en 1971 los derechos de vídeo de la mayoría de la biblioteca del cine de RKO se vendieron en una subasta después que los titulares fueran a la fallida. Los derechos subastados se dividieron entre United Artists y Marian B. Inc. (MBI). En 1984, MBI creó una subsidiaria, Marian Pictures Inc. (MBP), en la cual transfirió su parte de los derechos de RKO. Dos años más tarde, las filiales de GenCorp, RKO General y RKO Pictures, recompraron los derechos controlados por MBP.
Mientras tanto, los artistas nacionales habían sido adquiridos por MGM. En 1986, la considerable biblioteca de MGM/UA, incluidos sus derechos de RKO, va a ser comprada por Turner Broadcasting System para su nueva división Turner Entertainment. Cuando Turner anunció planes para colorear diez de las películas de RKO, GenCorp se resistió, reclamando infracciones de derechos de autor, que llevaron a ambas partes a presentar demandas judiciales. Durante el breve episodio de Wesray en RKO Pictures, Turner adquirió muchos de los derechos de distribución que habían vuelto a RKO a través de MBP, así como los derechos de teatro y los derechos de televisión originalmente retenidos de C&C para las ciudades donde estaban en las estaciones de RKO. Los nuevos propietarios de RKO también permitieron a Turner avanzar con la colorización de la biblioteca. A principios de 1989, Turner declaró que sería, ni más ni menos, Ciidadano Kane. Después de la revisión del contrato creativo de Welles con RKO, este plan fue abandonado. En octubre de 1996, Turner Broadcasting se fusionó con Time Warner (ahora WarnerMedia), lo que, actualmente, controla la distribución de la mayor parte de la biblioteca de RKO a América del Norte.
La propiedad de los principales derechos en Europa por la distribución de televisión y vídeo de la biblioteca de RKO se divide por países: en el Reino Unido, muchos de los derechos de RKO son actualmente a cargo de Universal Studios. En 1981, la RAI (radiotelevisione Italiana), el servicio de radiodifusión pública, adquirió los derechos italianos en la biblioteca RKO, que ahora comparte con Fininvest de Silvio Berlusconi. A Francia, los derechos son ejercidos por Ariès. En 1969, los derechos alemanes fueron adquiridos por KirchGruppe en nombre de su división KirchMedia, que quebró en 2002. EOS Entertaintment's Beta Film compró muchos de los derechos de KirchMedia en 2004, y su distribución es ahora distribuida por Kineos, creada el 2005 como una empresa conjunta Beta Film-KirchMedia. Las películas de Disney originalmente distribuidas por RKO, actualmente, son propiedad y están totalmente controladas por The Walt Disney Company. Los derechos de otras producciones independientes distribuidas por el estudio, así como algunas coproducciones notables, están en nuevas manos. La mayoría de las películas de Samuel Goldwyn son administradas por Warner Bros. a América del Norte y Miramax en el ámbito internacional. Que bello es vivir, coproducida por la Liberty Films de Frank Capra, y Las campanas de Santa María, coproducida por Rainbow Productions de Leo McCarey, son propiedad de Viacom, a través de su adquisición indirecta de Republic Pictures, la anterior National Telefilm Associates. Encadenados / Tuyo es mi corazón (Notorius, 1946), una coproducción entre RKO y Vanguard Films de David Selznick, ahora es propiedad de Disney, mientras que los derechos de vídeo en casa están controlados actualmente por MGM. El extranjero, de William Goetz, ha sido de dominio público desde 1973. Durante la primera mitad de la década de 1930 se publicaron 18 películas producidas por la misma RKO, incluida la Dixiana, junto a diversas producciones posteriores, incluyendo versiones destacadas como The Animal Kingdom, Ave del Paraíso, Cautivo del deseo, Tú y yo, El jorobado de Notre-Dame, y Sabían lo que querían, también acabaron en dominio público. A finales de la década de 1950, Hughes compró Jet Pilot y El conquistador de Mongolia de RKO Teleradio; el 1979, Universal adquirió los derechos de esta última.

## Identificación
La mayor parte de las películas publicadas por RKO Pictures entre 1929 y 1957 tienen una identificación inicial que muestra la famosa marca comercial del estudio, el mundo y la torre de radio, llamada "Transmissor". Se inspiró en una torre de 200 metros construida en Colorado por un amplificador eléctrico gigante, o la bobina Tesla, creada por el inventor Nikola Tesla. Orson Welles se refirió al diseño como su "favorito entre los viejos estudios, no solo porque era a menudo un portento fiable... Nos recuerda que escuchamos". La identificación de cierre del estudio, un triángulo que redeaba un reyo, también fue una marca conocida. En lugar del transmisor (torre de radio), muchas de las películas de Disney y Goldwyn lanzadas por el estudio aparecieron originalmente con versiones coloreadas del identificador de cierre de RKO como parte de la secuencia principal del título. Durante décadas, los reestrenos de estas películas tenían Disney/Buena Vista y MGM/Goldwyn en sustitución de las insignias RKO, pero en muchas ediciones de Blu-ray y DVD recientes se han retaurado las identificaciones originales.

## Películas producidas y distribuidas por RKO Pictures
- En 1986, Turner Broadcasting System compró los derechos de RKO y las películas de RKO están ahora bajo el control de Turner Entertainment.
- Mercury Films - FlixOlé ha adquirido para toda España la distribución de todas las películas producidas y distribuidas por RKO Pictures. (Solo películas de 23 de octubre de 1928 a 7 de marzo de 1959)